# Der Lehrer (Fernsehserie)/Episodenliste

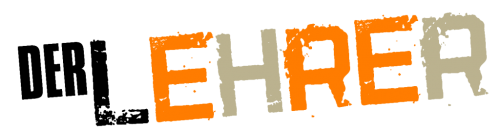
Logo zur Serie

Diese Episodenliste enthält alle Episoden der deutschen Dramedyserie Der Lehrer, sortiert nach der deutschen Erstausstrahlung. Die Fernsehserie umfasst derzeit neun Staffeln mit 98 Episoden.

## Übersicht
| Staffel | Episodenanzahl | Deutschsprachige Erstausstrahlung | Deutschsprachige Erstausstrahlung |
| Staffel | Episodenanzahl | Staffelpremiere                   | Staffelfinale                     |
| ------- | -------------- | --------------------------------- | --------------------------------- |
| 1       | 9              | 10. August 2009                   | 25. November 2009                 |
| 2       | 8              | 5. Dezember 2013                  | 30. Januar 2014                   |
| 3       | 10             | 8. Januar 2015                    | 5. März 2015                      |
| 4       | 13             | 7. Januar 2016                    | 31. März 2016                     |
| 5       | 13             | 5. Januar 2017                    | 30. März 2017                     |
| 6       | 12             | 4. Januar 2018                    | 22. März 2018                     |
| 7       | 10             | 3. Januar 2019                    | 7. März 2019                      |
| 8       | 10             | 2. Januar 2020                    | 19. März 2020                     |
| 9       | 13             | 7. Januar 2021                    | 8. April 2021                     |
| 10      | 6              |                                   |                                   |

## Staffel 1
Die Erstausstrahlung der ersten Staffel war vom 10. August bis zum 25. November 2009 in Doppelfolgen auf dem deutschen Sender RTL zu sehen.
| Nr. (ges.) | Nr. (St.) | Originaltitel          | Erstausstrahlung D | Zuschauer | Ausstrahlungszeit |
| ---------- | --------- | ---------------------- | ------------------ | --------- | ----------------- |
| 1          | 1         | Der Neue               | 10. Aug. 2009      | 2,54 Mio. | 21:15 Uhr         |
| 2          | 2         | Ahmed                  | 10. Aug. 2009      | 2,35 Mio. | 21:45 Uhr         |
| 3          | 3         | Picko                  | 17. Aug. 2009      | 2,29 Mio. | 21:15 Uhr         |
| 4          | 4         | Jan                    | 17. Aug. 2009      | 2,41 Mio. | 21:45 Uhr         |
| 5          | 5         | Nicht schon wieder Jan | 24. Aug. 2009      | 2,14 Mio. | 21:15 Uhr         |
| 6          | 6         | Benny                  | 25. Nov. 2009      | –         | 4:25 Uhr          |
| 7          | 7         | Leon                   | 24. Aug. 2009      | 2,30 Mio. | 21:45 Uhr         |
| 8          | 8         | Corinna                | 31. Aug. 2009      | 1,68 Mio. | 21:15 Uhr         |
| 9          | 9         | Britta                 | 31. Aug. 2009      | 1,63 Mio. | 21:45 Uhr         |

Anmerkungen
1. ↑  Die offizielle 6. Folge, Benny, wurde nicht im Sommer 2009 regulär am Montagabend ausgestrahlt, sondern erst am 25. November 2009 im Nachtprogramm von RTL. Bei TVNOW wird diese Folge jedoch als 9. ausgegeben.

## Staffel 2
Die Erstausstrahlung der zweiten Staffel war vom 5. Dezember 2013 bis zum 30. Januar 2014 auf dem 21:15-Uhr-Sendeplatz auf dem deutschen Sender RTL zu sehen.
| Nr. (ges.) | Nr. (St.) | Originaltitel                                         | Erstausstrahlung D | Regie           | Drehbuch        | Zuschauer | Head-Writer                    |
| ---------- | --------- | ----------------------------------------------------- | ------------------ | --------------- | --------------- | --------- | ------------------------------ |
| 10         | 1         | Ich hab’ ja gesagt, ich bin Lehrer                    | 5. Dez. 2013       | Dominic Müller  | Peter Freiberg  | 2,49 Mio. | Yannick Posse, Berthold Probst |
| 11         | 2         | Wird das jetzt ein Date?                              | 12. Dez. 2013      | Nico Zingelmann | Berthold Probst | 2,29 Mio. | Yannick Posse                  |
| 12         | 3         | Elektroschocker, Pfefferspray und ein SEK vor der Tür | 19. Dez. 2013      | Nico Zingelmann | Peter Freiberg  | 2,23 Mio. | Yannick Posse, Berthold Probst |
| 13         | 4         | Einfach meine Freundin vögeln                         | 2. Jan. 2014       | Peter Gersina   | Iris Kobler     | 2,85 Mio. | Yannick Posse, Berthold Probst |
| 14         | 5         | Wieder so ein fieser Vollmer-Trick                    | 9. Jan. 2014       | Nico Zingelmann | Oliver Welter   | 2,53 Mio. | Yannick Posse, Berthold Probst |
| 15         | 6         | Kann ich hier mobben?                                 | 16. Jan. 2014      | Peter Gersina   | Yannick Posse   | 2,58 Mio. | Yannick Posse                  |
| 16         | 7         | Sie reden auch erst und denken dann, oder?            | 23. Jan. 2014      | Peter Gersina   | Iris Kobler     | 3,34 Mio. | Yannick Posse, Berthold Probst |
| 17         | 8         | Oh Gott, es ist eine Liebesgeschichte                 | 30. Jan. 2014      | Peter Gersina   | Oliver Welter   | 3,21 Mio. | Yannick Posse, Berthold Probst |

## Staffel 3
Im Juni 2014 bestellte RTL eine dritte Staffel der Serie. Diese wurde vom 8. Januar bis zum 5. März 2015 auf dem 20:15-Uhr-Sendeplatz ausgestrahlt (außer Episode 2, diese wurde um 21:15 Uhr ausgestrahlt).
| Nr. (ges.) | Nr. (St.) | Originaltitel                            | Erstausstrahlung D | Regie           | Drehbuch                     | Zuschauer | Head-Writer     |
| ---------- | --------- | ---------------------------------------- | ------------------ | --------------- | ---------------------------- | --------- | --------------- |
| 18         | 1         | Gangsta, Gangsta!                        | 8. Jan. 2015       | Nico Zingelmann | Yannick Posse                | 2,63 Mio. | Yannick Posse   |
| 19         | 2         | Und ob Sie mich wollen!                  | 8. Jan. 2015       | Nico Zingelmann | Iris Kobler, Marcus Raffel   | 2,67 Mio. | Yannick Posse   |
| 20         | 3         | Wo war nochmal der Feuerlöscher?         | 15. Jan. 2015      | Peter Gersina   | Iris Kobler                  | 2,64 Mio. | Yannick Posse   |
| 21         | 4         | Jeder hat doch irgendwie ’nen Schaden    | 22. Jan. 2015      | Peter Gersina   | Elena Senft                  | 2,89 Mio. | Yannick Posse   |
| 22         | 5         | Sie haben einen Arzt geschlagen?         | 29. Jan. 2015      | Peter Gersina   | Marcus Raffel                | 2,66 Mio. | Yannick Posse   |
| 23         | 6         | Die sind verliebt, die zählen nicht!     | 5. Feb. 2015       | Peter Gersina   | Frank Speelmans              | 2,68 Mio. | Yannick Posse   |
| 24         | 7         | Zieh’s Dir rein und weine                | 12. Feb. 2015      | Nico Zingelmann | Marcus Raffel                | 2,59 Mio. | Yannick Posse   |
| 25         | 8         | Ich glaub’, Du bist hier das Problemkind | 19. Feb. 2015      | Peter Gersina   | Daniel Douglas Wissmann      | 2,60 Mio. | Yannick Posse   |
| 26         | 9         | Deine DNS, Dein Job!                     | 26. Feb. 2015      | Nico Zingelmann | Jörg Alberts, Jeanet Pfitzer | 2,54 Mio. | Berthold Probst |
| 27         | 10        | Sex? Wir? Pff!                           | 5. März 2015       | Nico Zingelmann | Elena Senft, Marcus Raffel   | 2,49 Mio. | Yannick Posse   |

## Staffel 4
Im Februar 2015 verlängerte RTL die Serie um eine vierte Staffel. Diese wurde vom 7. Januar bis zum 31. März 2016 ausgestrahlt.
| Nr. (ges.) | Nr. (St.) | Originaltitel                                    | Erstausstrahlung D | Regie            | Drehbuch                               | Zuschauer | Head-Writer                  |
| ---------- | --------- | ------------------------------------------------ | ------------------ | ---------------- | -------------------------------------- | --------- | ---------------------------- |
| 28         | 1         | Du willst in mein Leben? Das ist mein Leben!     | 7. Jan. 2016       | Peter Gersina    | Marcus Raffel                          | 3,19 Mio. | Yannick Posse                |
| 29         | 2         | Und Gehirn war nicht dabei?                      | 14. Jan. 2016      | Peter Gersina    | Dietmar Geigle                         | 3,18 Mio. | Yannick Posse                |
| 30         | 3         | Sie sind mein L-Lieblingslehrer!                 | 21. Jan. 2016      | Peter Gersina    | Marko Lucht                            | 3,21 Mio. | Yannick Posse                |
| 31         | 4         | … und dich auf deinen verdammten Knien!          | 28. Jan. 2016      | Peter Gersina    | Oliver Welter                          | 3,60 Mio. | Yannick Posse                |
| 32         | 5         | Die Flatter, Horror, Hose voll!                  | 4. Feb. 2016       | Peter Stauch     | Oliver Welter                          | 2,93 Mio. | Yannick Posse                |
| 33         | 6         | Topf … Deckel …                                  | 11. Feb. 2016      | Peter Stauch     | Robert Dannenberg, Stefan Scheich      | 2,95 Mio. | Yannick Posse                |
| 34         | 7         | Schwing die Hufe Blondie!                        | 18. Feb. 2016      | Peter Stauch     | Berthold Probst                        | 2,91 Mio. | Yannick Posse                |
| 35         | 8         | Hab ich ’nen bösen Zwilling?                     | 25. Feb. 2016      | Sebastian Sorger | Marcus Raffel                          | 3,29 Mio. | Yannick Posse, Oliver Welter |
| 36         | 9         | Verknallt? So’n Quatsch!                         | 3. März 2016       | Sebastian Sorger | Vivien Hoppe                           | 3,05 Mio. | Yannick Posse, Oliver Welter |
| 37         | 10        | … nimmt der Prophet halt den Bus!                | 10. März 2016      | Sebastian Sorger | Marko Lucht                            | 2,95 Mio. | Yannick Posse, Oliver Welter |
| 38         | 11        | Like in a fucking French Movie … so unverkrampft | 17. März 2016      | Sascha Thiel     | Daniel Douglas Wissmann, Marcus Raffel | 3,02 Mio. | Yannick Posse, Oliver Welter |
| 39         | 12        | Sie mieser … Schuft                              | 24. März 2016      | Sascha Thiel     | Christoph Schulz, Marcus Raffel        | 2,72 Mio. | Yannick Posse, Oliver Welter |
| 40         | 13        | Die 1-1-2 ist so viel leichter zu merken         | 31. März 2016      | Sascha Thiel     | Berthold Probst                        | 2,64 Mio. | Yannick Posse, Oliver Welter |

## Staffel 5
Am 20. Januar 2016 wurde die Serie um eine 5. Staffel verlängert, die 13 Folgen umfasste. Diese wurde vom 5. Januar 2017 bis zum 30. März 2017 ausgestrahlt.
| Nr. (ges.) | Nr. (St.) | Originaltitel                                                            | Erstausstrahlung D | Regie            | Drehbuch                          | Zuschauer | Head-Writer                                                  |
| ---------- | --------- | ------------------------------------------------------------------------ | ------------------ | ---------------- | --------------------------------- | --------- | ------------------------------------------------------------ |
| 41         | 1         | Am Ende kriegt der Held auch noch das Mädchen                            | 5. Jan. 2017       | Peter Gersina    | Oliver Welter                     | 3,11 Mio. | Yannick Posse                                                |
| 42         | 2         | Paula mehr Popo                                                          | 12. Jan. 2017      | Peter Gersina    | Marcus Raffel                     | 3,10 Mio. | Yannick Posse                                                |
| 43         | 3         | Wenn’s hilft, kann ich dir gerne eine scheuern!?                         | 19. Jan. 2017      | Peter Gersina    | Berthold Probst                   | 3,45 Mio. | Yannick Posse, Oliver Welter                                 |
| 44         | 4         | Du vermisst sie wirklich, oder?                                          | 26. Jan. 2017      | Peter Gersina    | Marko Lucht                       | 3,25 Mio. | Yannick Posse, Oliver Welter                                 |
| 45         | 5         | Irgendwie war’s besser, als er noch nicht geredet hat …                  | 2. Feb. 2017       | Peter Gersina    | Robert Dannenberg, Stefan Scheich | 3,20 Mio. | Yannick Posse, Berthold Probst, Marcus Raffel, Oliver Welter |
| 46         | 6         | Wir woll'n euch knutschen sehen!                                         | 9. Feb. 2017       | Peter Gersina    | Ron Markus                        | 3,06 Mio. | Yannick Posse, Marcus Raffel, Oliver Welter                  |
| 47         | 7         | 40.000 Gründe, die Eier in die Hand zu nehmen, anstatt sie zu schaukeln! | 16. Feb. 2017      | Sebastian Sorger | Marko Lucht                       | 2,79 Mio. | Yannick Posse, Marcus Raffel, Oliver Welter                  |
| 48         | 8         | Ist es der Jagdtrieb, weil Säbelzahntiger ausgestorben sind?             | 23. Feb. 2017      | Sebastian Sorger | Elena Senft                       | 3,04 Mio. | Yannick Posse, Marcus Raffel, Oliver Welter                  |
| 49         | 9         | Das ist quasi eine Win-win-Situation…                                    | 2. März 2017       | Sebastian Sorger | Vivien Hoppe                      | 2,71 Mio. | Yannick Posse, Marcus Raffel, Oliver Welter                  |
| 50         | 10        | Ich bin vor allem besser im Gehen als im Bleiben!                        | 9. März 2017       | Sebastian Sorger | Frank Speelmanns                  | 3,08 Mio. | Yannick Posse, Marcus Raffel, Oliver Welter                  |
| 51         | 11        | Wusste gar nicht, dass sie so'ne Dramaqueen sind                         | 16. März 2017      | Felix Binder     | Robert Dannenberg, Stefan Scheich | 2,84 Mio. | Yannick Posse, Berthold Probst, Marcus Raffel, Oliver Welter |
| 52         | 12        | Is doch kein Einbruch, wenn man ’nen Schlüssel hat!                      | 23. März 2017      | Felix Binder     | Lilly Bogenberger                 | 2,78 Mio. | Berthold Probst, Marcus Raffel, Oliver Welter                |
| 53         | 13        | Ganz der Papa!                                                           | 30. März 2017      | Felix Binder     | Vivien Hoppe                      | 2,96 Mio. | Yannick Posse, Berthold Probst, Marcus Raffel, Oliver Welter |

## Staffel 6
Am 24. Februar 2017 wurde die Produktion einer sechsten Staffel angekündigt, deren zwölf Episoden vom 4. Januar bis zum 22. März 2018 ausgestrahlt wurden.
| Nr. (ges.) | Nr. (St.) | Originaltitel                                        | Erstausstrahlung D | Regie                  | Drehbuch                          | Zuschauer | Head-Writer                                 |
| ---------- | --------- | ---------------------------------------------------- | ------------------ | ---------------------- | --------------------------------- | --------- | ------------------------------------------- |
| 54         | 1         | …und trotzdem kriegen die irgendwie immer alles hin! | 4. Jan. 2018       | Alexander Sascha Thiel | Markus Raffel                     | 2,90 Mio. | Yannick Posse, Oliver Welter                |
| 55         | 2         | Ich bin ’ne wandelnde Sonnenuhr                      | 11. Jan. 2018      | Peter Gersina          | Berthold Probst, Yannick Posse    | 3,05 Mio. | Oliver Welter                               |
| 56         | 3         | Entweder völlig bekloppt, oder Stahleier             | 18. Jan. 2018      | Peter Gersina          | Oliver Welter                     | 2,64 Mio. | Yannick Posse                               |
| 57         | 4         | Okay, jetzt muss er weg!                             | 25. Jan. 2018      | Alexander Sascha Thiel | Markus B. Altmeyer                | 3,34 Mio. | Oliver Welter, Yannick Posse, Marcus Raffel |
| 58         | 5         | Pikante Details kosten extra                         | 1. Feb. 2018       | Nico Zingelmann        | Dennis Eick                       | 3,01 Mio. | Yannick Posse, Marcus Raffel                |
| 59         | 6         | Irgendwelche Notrufe, Alarme, Explosionen?           | 8. Feb. 2018       | Alexander Sascha Thiel | Stefan Scheich, Robert Dannenberg | 3,05 Mio. | Yannick Posse, Marcus Raffel, Oliver Welter |
| 60         | 7         | Liebe auf’n ersten Blick wird’s ja schon mal nich’!  | 15. Feb. 2018      | Nico Zingelmann        | Lilly Bogenberger                 | 2,90 Mio. | Yannick Posse, Marcus Raffel, Oliver Welter |
| 61         | 8         | Erst Fluchtweg überlegen, dann abhauen!              | 22. Feb. 2018      | Nico Zingelmann        | Daniel Douglas Wissmann           | 3,39 Mio. | Yannick Posse, Marcus Raffel, Oliver Welter |
| 62         | 9         | Sie sind doch gar kein Veganitarier!                 | 1. März 2018       | Peter Gersina          | Stefan Scheich, Robert Dannenberg | 2,70 Mio. | Yannick Posse, Marcus Raffel                |
| 63         | 10        | Wieso strahlst du wie’n Einhorn auf Heimaturlaub?    | 8. März 2018       | Peter Gersina          | Stefan Scheich, Robert Dannenberg | 2,77 Mio. | Yannick Posse, Berthold Probst              |
| 64         | 11        | Meinste so’n Tumor fragt erstmal nach’m Perso?       | 15. März 2018      | Peter Gersina          | Marko Lucht                       | 2,76 Mio. | Marcus Raffel                               |
| 65         | 12        | Und es war le-gen-där!                               | 22. März 2018      | Peter Gersina          | Iris Kobler                       | 3,16 Mio. | Yannick Posse                               |

## Staffel 7
Anfang März 2018 verlängerte RTL die Fernsehserie um eine siebte Staffel mit zehn Episoden, die vom 3. Januar bis 7. März 2019 ausgestrahlt wurde.
| Nr. (ges.) | Nr. (St.) | Originaltitel                                              | Erstausstrahlung D | Regie                  | Drehbuch                                    | Zuschauer | Head-Writer                                 |
| ---------- | --------- | ---------------------------------------------------------- | ------------------ | ---------------------- | ------------------------------------------- | --------- | ------------------------------------------- |
| 66         | 1         | Immer schön auf die Regeln pochen … und sie dann brechen!  | 3. Jan. 2019       | Peter Gersina          | Marcus Raffel                               | 2,55 Mio. | Yannick Posse, Oliver Welter                |
| 67         | 2         | Das is’n Date und keine Prüfung                            | 10. Jan. 2019      | Peter Gersina          | Oliver Welter                               | 2,64 Mio. | Yannick Posse, Marcus Raffel                |
| 68         | 3         | … weil Dummheit nicht lustig ist, sondern traurig          | 17. Jan. 2019      | Peter Gersina          | Iris Kobler                                 | 2,64 Mio. | Yannick Posse, Oliver Welter, Marcus Raffel |
| 69         | 4         | Einfach mal Klartext geredet …                             | 24. Jan. 2019      | Peter Gersina          | Nina Jaud                                   | 2,56 Mio. | Yannick Posse, Oliver Welter, Marcus Raffel |
| 70         | 5         | Hast du Pech beim Denken, oder was?!                       | 31. Jan. 2019      | Alexander Sascha Thiel | Berthold Probst                             | 2,70 Mio. | Yannick Posse                               |
| 71         | 6         | In einer Woche bettelt er um Sex!                          | 7. Feb. 2019       | Alexander Sascha Thiel | Oliver Welter                               | 2,68 Mio. | Yannick Posse                               |
| 72         | 7         | Okay, ihr wollt’n Kind? Könnt ihr haben                    | 14. Feb. 2019      | Alexander Sascha Thiel | Stefan Scheich, Robert Dannenberg           | 2,36 Mio. | Yannick Posse, Marcus Raffel                |
| 73         | 8         | Ok, in der Tonlage klingt das schon irgendwie dramatisch … | 21. Feb. 2019      | Nico Zingelmann        | Marcus Raffel Idee: Daniel Douglas Wissmann | 2,17 Mio. | –                                           |
| 74         | 9         | Kleiner Tipp, werd’ besser ’n besserer Lügner … !          | 28. Feb. 2019      | Nico Zingelmann        | Oliver Welter                               | 2,46 Mio. | Marcus Raffel                               |
| 75         | 10        | … nimm dein Schwert mit!                                   | 7. März 2019       | Nico Zingelmann        | Yannick Posse                               | 2,60 Mio. | Marcus Raffel                               |

## Staffel 8
Anfang Februar 2019 verlängerte RTL die Fernsehserie um eine achte Staffel mit zehn Episoden, die vom 2. Januar bis 19. März 2020 ausgestrahlt wurde.
| Nr. (ges.) | Nr. (St.) | Originaltitel                                 | Erstausstrahlung D | Regie            | Drehbuch                      | Zuschauer | Head-Writer                  |
| ---------- | --------- | --------------------------------------------- | ------------------ | ---------------- | ----------------------------- | --------- | ---------------------------- |
| 76         | 1         | Und ich dachte schon, ich bin der Idiot …     | 2. Jan. 2020       | Peter Gersina    | Oliver Welter                 | 2,64 Mio. | Yannick Posse, Marcus Raffel |
| 77         | 2         | … so ne kleine Vollmerette!                   | 9. Jan. 2020       | Peter Gersina    | Dennis Eick                   | 2,26 Mio. | Yannick Posse, Marcus Raffel |
| 78         | 3         | Besser’n Mädchen, als so’n Hodenkobold!       | 16. Jan. 2020      | Peter Gersina    | Marcus Raffel                 | 2,31 Mio. | Yannick Posse                |
| 79         | 4         | … wenn du quatschen willst, hol dir ne Nutte! | 23. Jan. 2020      | Peter Gersina    | Jan Krebs                     | 2,40 Mio. | Yannick Posse                |
| 80         | 5         | Influencer, nicht Influenza                   | 30. Jan. 2020      | Klaus Knoesel    | Linus Forster                 | 2,40 Mio. | Yannick Posse                |
| 81         | 6         | Was hat mich verraten, der Rollstuhl?         | 6. Feb. 2020       | Klaus Knoesel    | Marcus Raffel                 | 2,21 Mio. | Yannick Posse                |
| 82         | 7         | Hast du mich grad' Nazi genannt?              | 13. Feb. 2020      | Klaus Knoesel    | Peter Freiberg                | 2,31 Mio. | Yannick Posse                |
| 83         | 8         | Magen-Darm muss man wollen                    | 27. Feb. 2020      | Sebastian Sorger | Fabian Hebestreit             | 1,93 Mio. | Marcus Raffel                |
| 84         | 9         | Das sollen mir die Toten mal selbst erklären  | 5. März 2020       | Sebastian Sorger | Wiebke Japersen, Luci van Org | 2,06 Mio. | Berthold Probst              |
| 85         | 10        | Asche zu Asche, Joint zu Joint                | 19. März 2020      | Sebastian Sorger | Oliver Welter                 | 2,21 Mio. | Yannick Posse                |

## Staffel 9
Ende Juli 2020 gab RTL die Verlängerung um eine 9. Staffel bekannt. Die Staffel umfasst 13 Folgen und wurde vom 7. Januar bis 8. April 2021 ausgestrahlt.
| Nr. (ges.) | Nr. (St.) | Originaltitel                                                       | Erstausstrahlung D | Regie           | Drehbuch        | Zuschauer | Head-Writer   |
| ---------- | --------- | ------------------------------------------------------------------- | ------------------ | --------------- | --------------- | --------- | ------------- |
| 86         | 1         | Der hat einfach zu viel Energie                                     | 7. Jan. 2021       | Peter Gersina   | Marcus Raffel   | 2,21 Mio. | Yannick Posse |
| 87         | 2         | Vergessen Sie Ihre Hände nicht                                      | 14. Jan. 2021      | Peter Gersina   | Oliver Welter   | 2,21 Mio. | Yannick Posse |
| 88         | 3         | Nichts ist für immer, außer die Veränderung                         | 21. Jan. 2021      | Peter Gersina   | Yannick Posse   | 2,27 Mio. | Yannick Posse |
| 89         | 4         | Weil ich 'ne Lücke füllen muss                                      | 28. Jan. 2021      | Peter Gersina   | Olvier Welter   | 2,20 Mio. | Yannick Posse |
| 90         | 5         | X=PLD*10KM²*p+40*PM                                                 | 4. Feb. 2021       | Nico Zingelmann | Marcus Raffel   | 1,98 Mio. | Yannick Posse |
| 91         | 6         | David Ritter von der Drogenfahndung                                 | 11. Feb. 2021      | Nico Zingelmann | Luci van Org    | 1,91 Mio. | Yannick Posse |
| 92         | 7         | Mit wie viel L schreibt man Bullshit?                               | 18. Feb. 2021      | Nico Zingelmann | Berthold Probst | 1,66 Mio. | Yannick Posse |
| 93         | 8         | Was macht ein Lehrer im Gefängnis?… Sitzenbleiben                   | 25. Feb. 2021      | Oliver Muth     | Rainer Bender   | 1,58 Mio. | Yannick Posse |
| 94         | 9         | Song! Lied! Kantate! Keine Ahnung, wie man das in Ihrem Alter nennt | 4. März 2021       | Oliver Muth     | Iris Kobler     | 1,61 Mio. | Yannick Posse |
| 95         | 10        | Ist das ’n Fetisch, oder muss ich mir Sorgen um dich machen?        | 11. März 2021      | Oliver Muth     | Oliver Welter   | 1,37 Mio. | Yannick Posse |
| 96         | 11        | Ey, zu viele Geldscheine geraucht oder was?!                        | 18. März 2021      | Peter Gersina   | Marcus Raffel   | 1,41 Mio. | Yannick Posse |
| 97         | 12        | Geil, geil, geil                                                    | 1. Apr. 2021       | Peter Gersina   | Tanja Sawitzki  | 1,27 Mio. | Marcus Raffel |
| 98         | 13        | Zu doll am Socken gerochen?                                         | 8. Apr. 2021       | Peter Gersina   | Luci van Org    | 1,57 Mio. | Yannick Posse |

## Staffel 10
Mitte Februar 2025 gab RTL eine Fortsetzung bekannt. Die neue Staffel soll aus 6 Folgen bestehen.